# Geoffroy III de Penthièvre
Geoffroy III de Penthièvre mort el 1209, fill segon del comte de Penthièvre Rival·ló, fou comte de Lamballe i de Penthièvre de 1164 a 1177.

## Biografia
Va succeir al seu oncle Esteve II de Penthièvre, conegut com a Esteve el Leprós, que havia mort sense hereus. Tanmateix Geoffroy no tenia fills i va designar successor a Alan I d'Avaugour, senyor d'Avaugour, comte de Tréguier, de Guingamp i de Goëllo, que el va succeir com a comte de Penthièvre i dependències.